# Tolani Lake, Arizona
Tolani Lake je naseljeno područje za statističke svrhe u američkoj saveznoj državi Arizona. Prema popisu stanovništva iz 2010. u njemu je živjelo 280 stanovnika.